# Лисиче (Шепетівський район)
Лиси́че — село в Україні, у Крупецькій сільській громаді Шепетівського району Хмельницької області. Населення становить 370 осіб.

## Географія
Село розташоване на заході Славутського району, на відстані 7 км від автошляху Н25 та 18 км від м. Славута.
Відстань до залізничної станції Кривин становить 5 км, до міста Нетішин 10 км.
Сусідні населені пункти:

## Історія
Село належало Острозьким, пізніше Яблоновським. З усіх сторін було оточене  лісами. Було розвинута галузь вівчарства, нараховулось 2000 голів  овець. Діяв спиртзавод, власником якого був поміщик Хілевський. Жителі Лисичого відзначались заможністю, порівняно з мешканцями навколишніх сіл.
Належало до Ганнопільської волості, Острозького повіту, Волинської губернії.
7 (20) листопада 1917 року, відповідно до Третього Універсалу Української Центральної Ради, увійшло до складу Української Народної Республіки.
В лютому-березні 1930 року, у зв'язку колективізацією в селі відбувались масові антирадянські виступи селян.
Витяг з додатку до доповідної записки комісії з розслідування антиколгоспних заворушень в Шепетівській окрузі, березень 1930 року: 
«с. Лисиче. Землевпорядник РУЧКІН кандидат до партії, переводячи збори голосував: «Хто за СОЗ» – нікого не було, «Хто за артіль» – нікого, «Хто за комуну» – одноголосно.
РУЧКІН заявив – «буде СОЗ».
На другий день селяни відмовилися усуспільнювати реманент і весь час не бажали привозити добровільно.
І нарешті під натиском уповноваженого селяни викотили свої плужки до воріт, заявивши: «Можете забирать».
Секретар сільради дав розпорядження в кооператив: «тим, хто не здасть реманента й зерна ніякого краму не давати».
Голова сільради в час перебування комісії в селі був хворий, перепився, п’янствуючи з головою СільКНС та членами правління кооперації, поламав собі ноги.
Голова сільради, підтримуючи голову СільКНС в любві до дівчат одної заможної сім’ї, постановив: «викинути стерву з хати через те, що вона – дівчина – не звертає уваги на любов пролетарія».
І дійсно всю сім’ю з хати викидали»
«В с. Лисичьем весь актив колхоза совместно с комсомольцами Бондарчуком, Базаном и др. выступи против фонда соцпомощи, упирая на то, что мол у самих не семян. Эти выступления были поддержаны выкриками с мест подкулачниками «Треба кричати гвалт, що робиться», «До якого часу нас будуть грабити», «Скоро всі подохнемо з голоду» и т.д»
Витяг з протоколу засідання Славутської Комісії по розгляду скарг вилучених з колгоспів, 28 квітня 1933 року.
«СЛУХАЛИ: 24. Матеріали правління Лисицького колгоспу про вилучення з колгоспу шкідливого елементу: 1) Кузьмінчука Євтуха (як чуждий ворожий елемент), 2) Матвійчука Йосипа Тарасового (експлуатував найману силу), 3) Самчука Володимира (кулак), 4) Каленюка Володимира М. (агітував проти посівкампанії), 5) Філонюка Охрима Прокопового (син кулака), 6) Ливейчука Левка Петрового (батько висланий на Сибір), 7) Яковчука Мартина (був. стражник), 8) Гамолюка Павла Петр. (син куркуля, батько висланий на Сибір), 9) Фелонюка Мефода (син куркуля, батько висланий на Сибір), 10) Стецюка Нестора Ів., 11) Стецюка Василя Федор.
УХВАЛИЛИ: 24. Матеріали лисицького колгоспу затвердити, всіх вище перелічених гр-н вилучити з колгоспу.»
Зима 1933 року була важкою, гинула з голоду худоба, солом’яні стріхи були обдерті і використані на корм. Виснажені і опухлі лисичани дотягували до нового врожаю лободою, корінцями, щавлем, макухою, але на диво голодною смертю ніхто не помер. Рятувало географічне положення села, адже до кордону із Польщею лишалося 5 кілометрів — це було фактором, що стримував звірства активістів «щодо виконання держплану хлібозаготівлі», а також селяни мали можливість крадькома ночами піти в Мощаницю і виміняти за щось коштовне собі хліба.
В часи СРСР в селі містилася центральна садиба колгоспу «Дружба», який обробляв 2,4 тис. га орної землі. Колгосп вирощував озиму пшеницю, цикорій, відгодовував м'ясо-молочну худобу.
Під час Другої світової війни в селі діяла радянська підпільна група під керівництвом Яковчука, яка разом з підпільниками і партизанами Стриганів підривала ешелони з військами і технікою. За участь у Другій світовій нагороджено орденами і медалями СРСР 119 жителів.
Станом на 1970 рік у селі була восьмирічна школа, клуб; працював фельдшерсько-акушерський пункт, швейна майстерня.
12 липня 2019 року село Лисиче (разом з Дідовою Горою і Потеребою) увійшло до складу Крупецької сільської ради Славутського району Хмельницької області. Пізніше на основі сільради було утворену Крупецьку сільську громаду.

## Населення
Згідно з переписом УРСР 1989 року чисельність наявного населення села становила 720 осіб, з яких 314 чоловіків та 406 жінок.
За переписом населення України 2001 року в селі мешкало 556 осіб.

### Мова
Розподіл населення за рідною мовою за даними перепису 2001 року:
| Мова       | Відсоток |
| ---------- | -------- |
| українська | 97,86 %  |
| російська  | 1,96 %   |
| білоруська | 0,18 %   |

## Символіка
Затверджена 10 жовтня 2015 р. рішенням №2 LV сесії сільської ради VI скликання.

### Герб
На золотому щиті червона лисиця з срібними грудьми і кінчиком хвоста. Зелена глава відділена дуболистоподібно. Щит вписаний в золотий декоративний картуш і увінчаний золотою сільською короною. Внизу картуша напис "ЛИСИЧЕ".
Лисиця - символ назви села, дуболистоподібна глава символізує ліси, серед яких виникло село. Герб є промовистим.

### Прапор
Квадратне полотнище розділене горизонтально у співвідношенні 1:3 дуболистоподібно на зелене і жовте поля. В нижньому полі до древка йде червона лисиця з білими грудьми і кінчиком хвоста.

## Мовний склад населення
Згідно з переписом населення 2001 року українську мову назвали рідною 98% мешканців села.

## Пам'ятники
У 1999 році було споруджено й відкрито пам’ятник односельчанам – жертвам голодоморів і радянських репресій.

## Археологічні знахідки
Поблизу села знайдені знаряддя праці доби міді та бронзи.

## Свята
Храмовий празник і День села відзначається 8 листопада, у день Святого Дмитра.

## Відомі люди
- Олейнюк Клим Карпович — радянський військовий, Герой Радянського Союзу, кулеметник 60-го гвардійського стрілецького полку, 20-ї гвардійської стрілецької дивізії 37-ї армії, гвардії молодший сержант.
- Лелях-Бегутова Світлана Мефодіївна — український скульптор, художник, публіцист, громадський і культурный діяч.
- Янковська (Борозенко) Жанна Олександрівна — кандидат філологічних наук, доцент кафедри культурології та філософії Національного університету „Острозька академія” [9]
- Яковчук Григорій Маркович — учитель української мови і літератури, був директором школи, автор двох поетичних збірок – «Струни серця»[10] та «Калинова сопілка».
- Терновий В’ячеслав Олександрович – учитель-філолог, заслужений журналіст України, колишній керівник Славутського міськрайонного радіо, автор книги «Це було на Славутчині в 30-х» та збірки поезій «Славута — диво-казка»[11].
- Троцюк Віталій Леонідович — воїн-афганець, кавалер ордена Червоної Зірки.

## Галерея

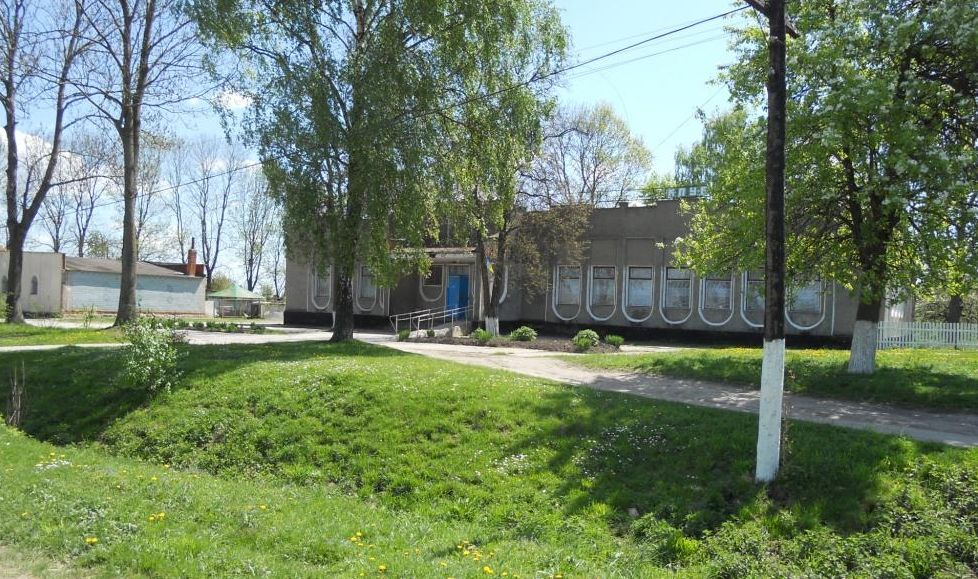
Сільський магазин та клуб
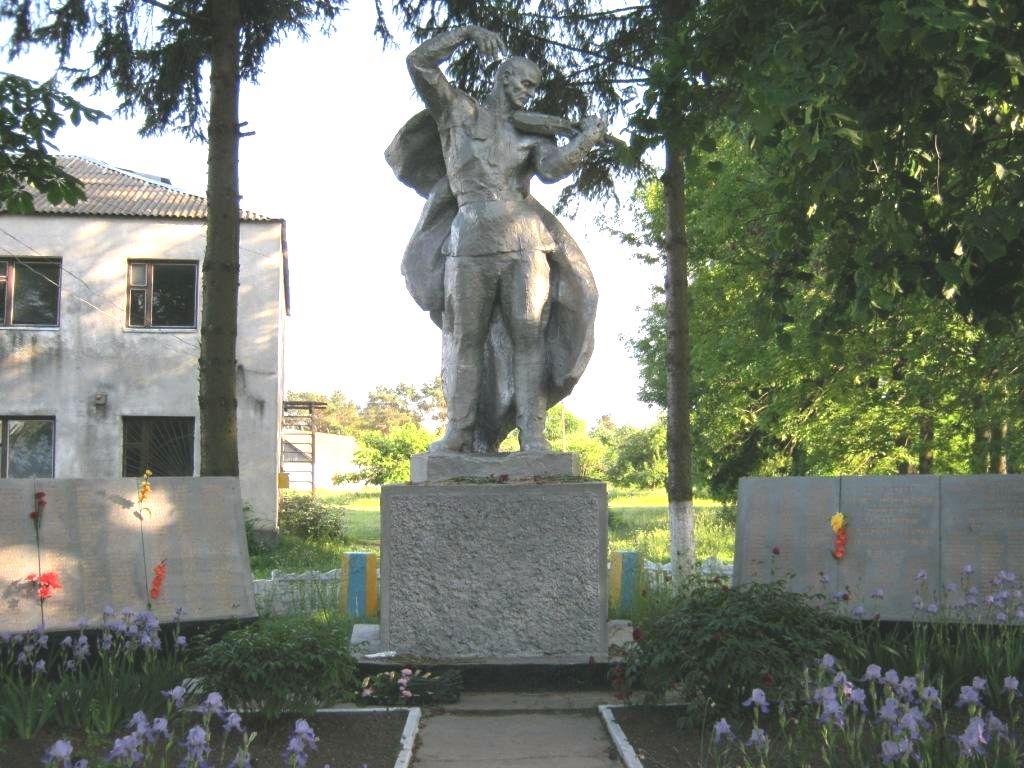
Пам'ятник загиблим односельчанам у Німецько-радянській війні
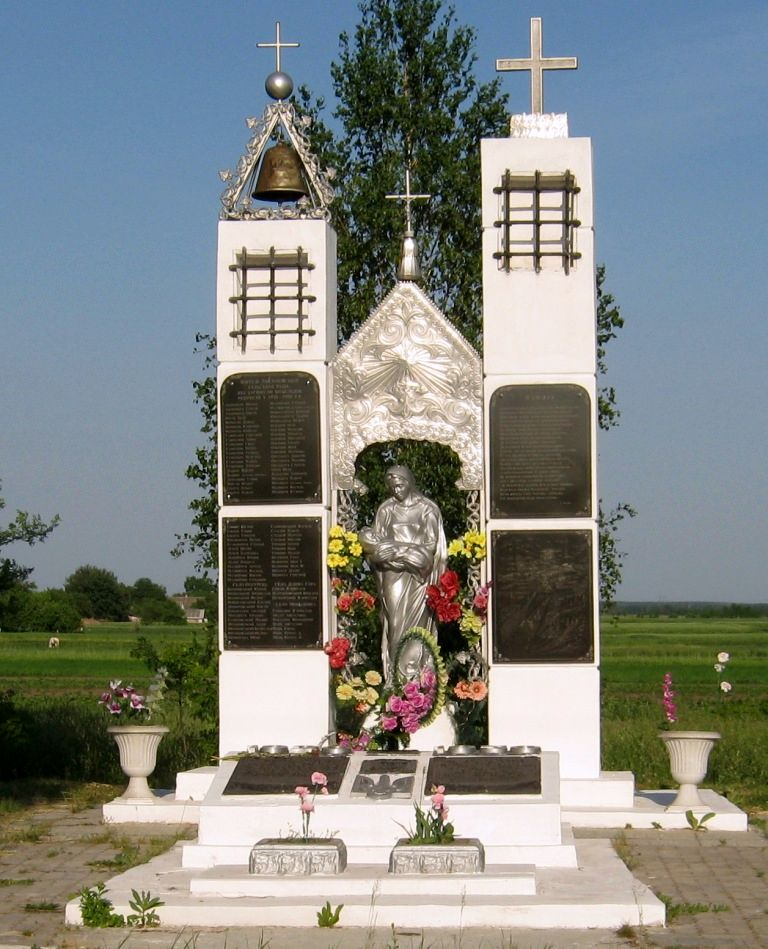
Пам'ятник жертвам сталінських репресій та голодоморів 1920-1950-х років
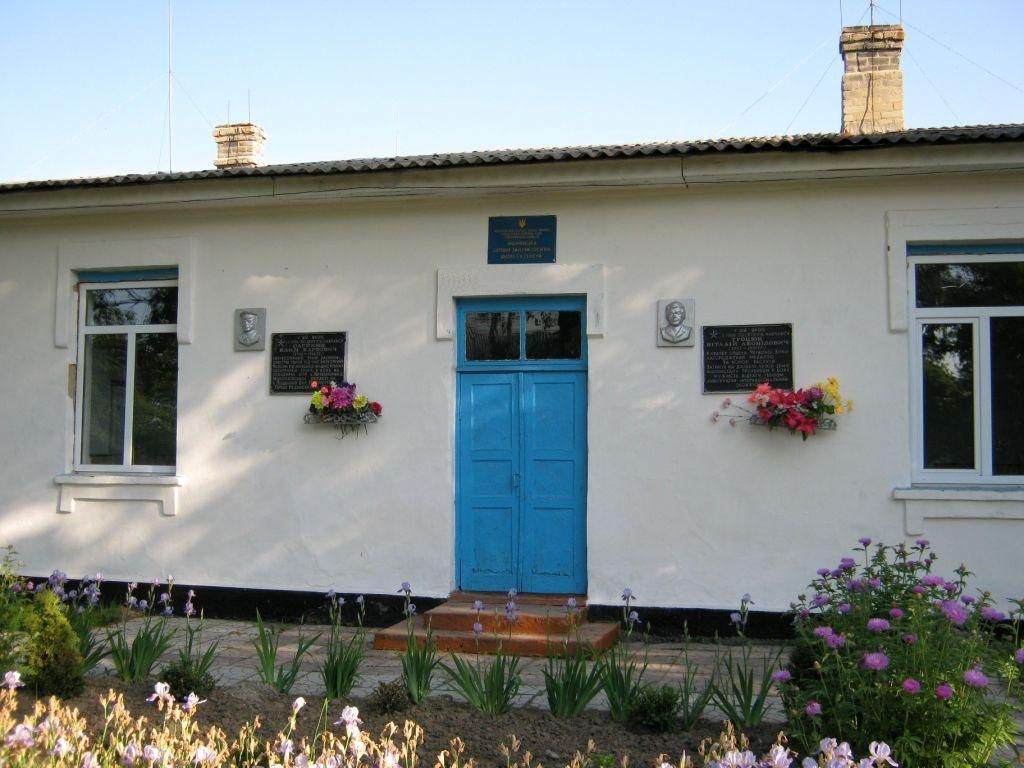
Меморіальні дошки Олейнюку Климу Карповичу та Троцюку Віталію Леонідовичу на фасаді сільської школи
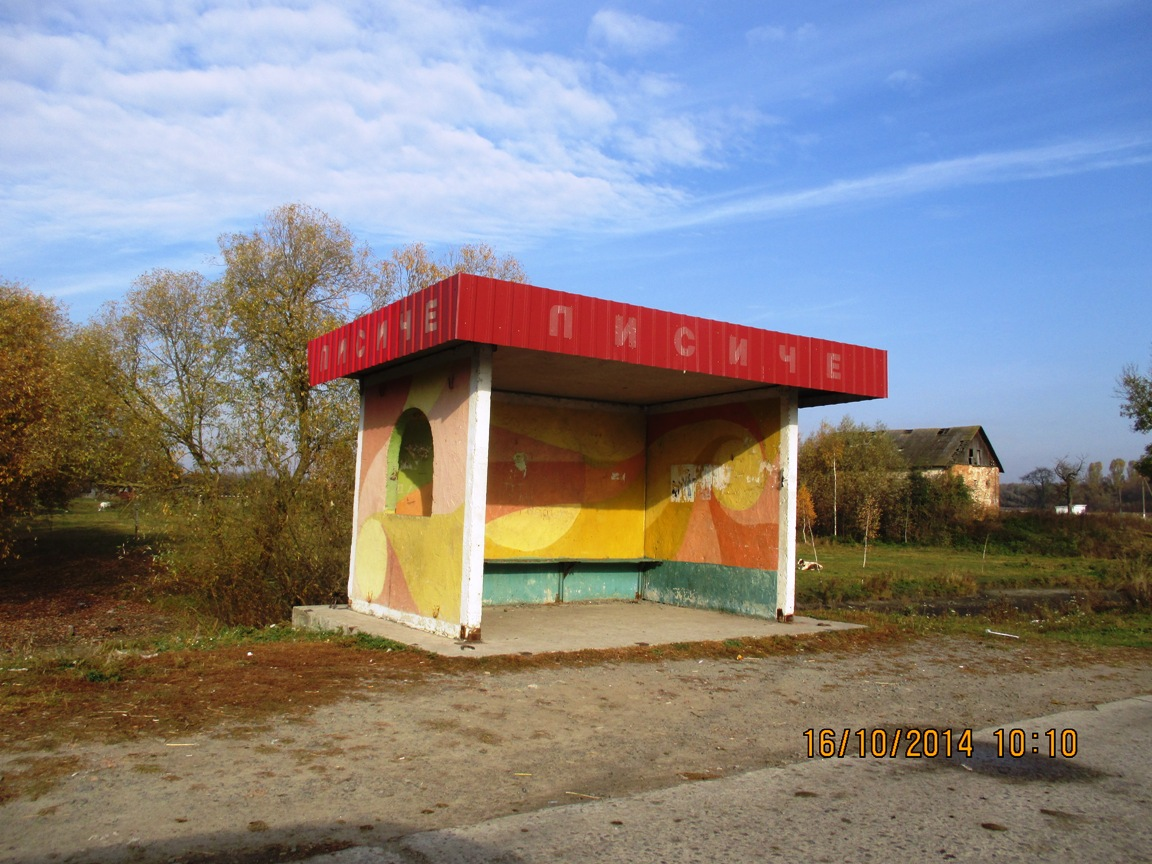
Автобусна зупинка
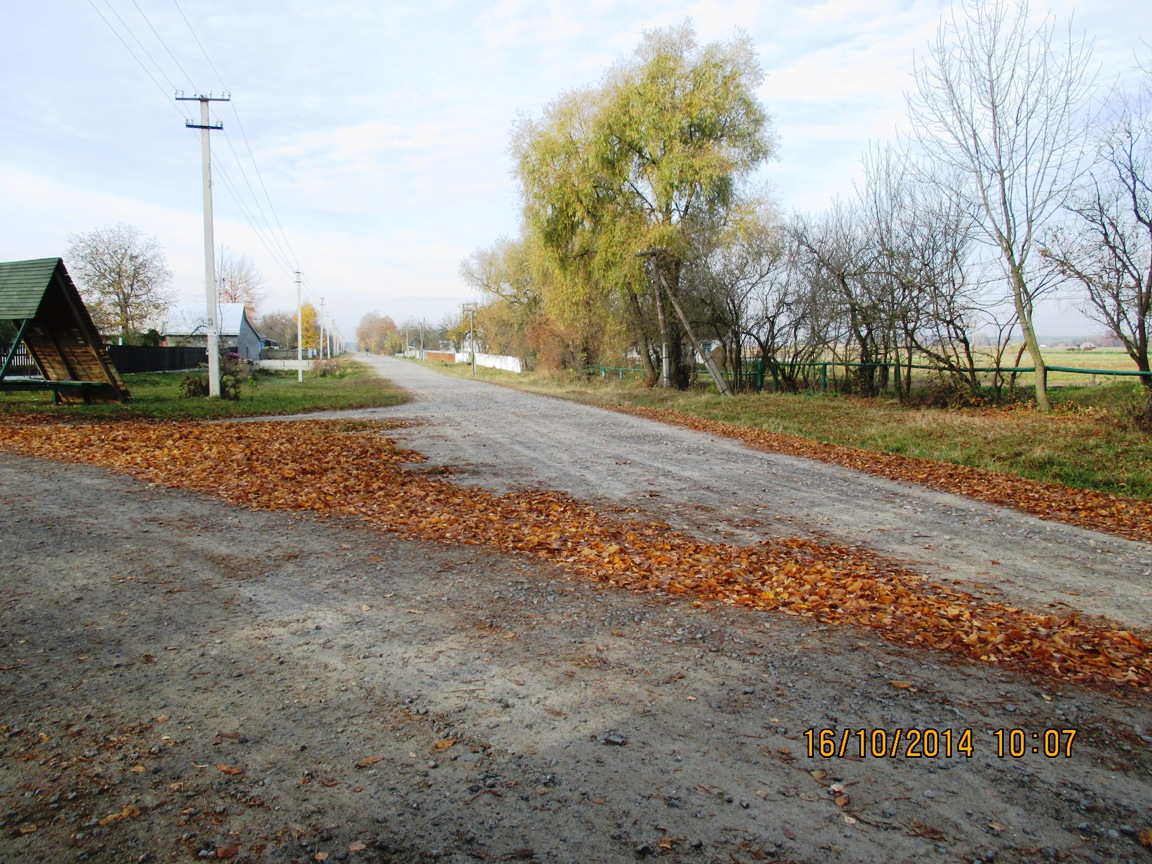
Роздоріжжя
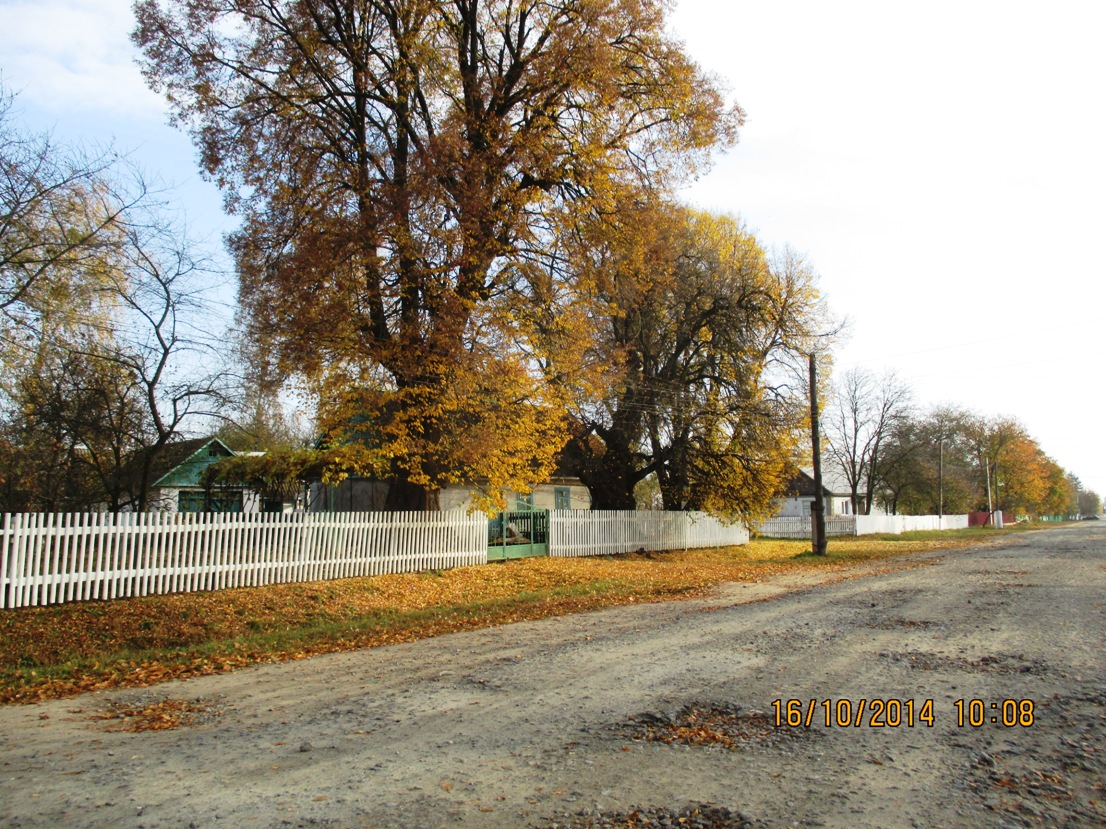
Осінь
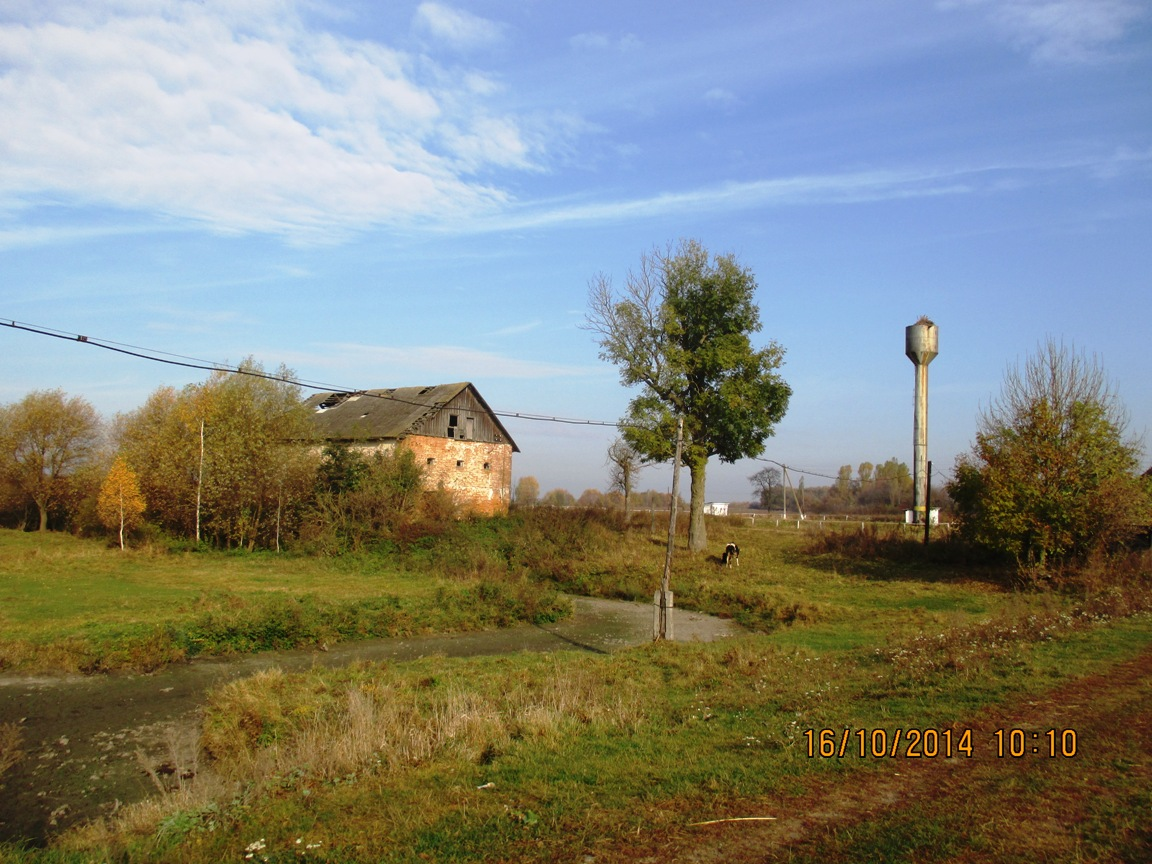
Господарська будівля панського маєтку
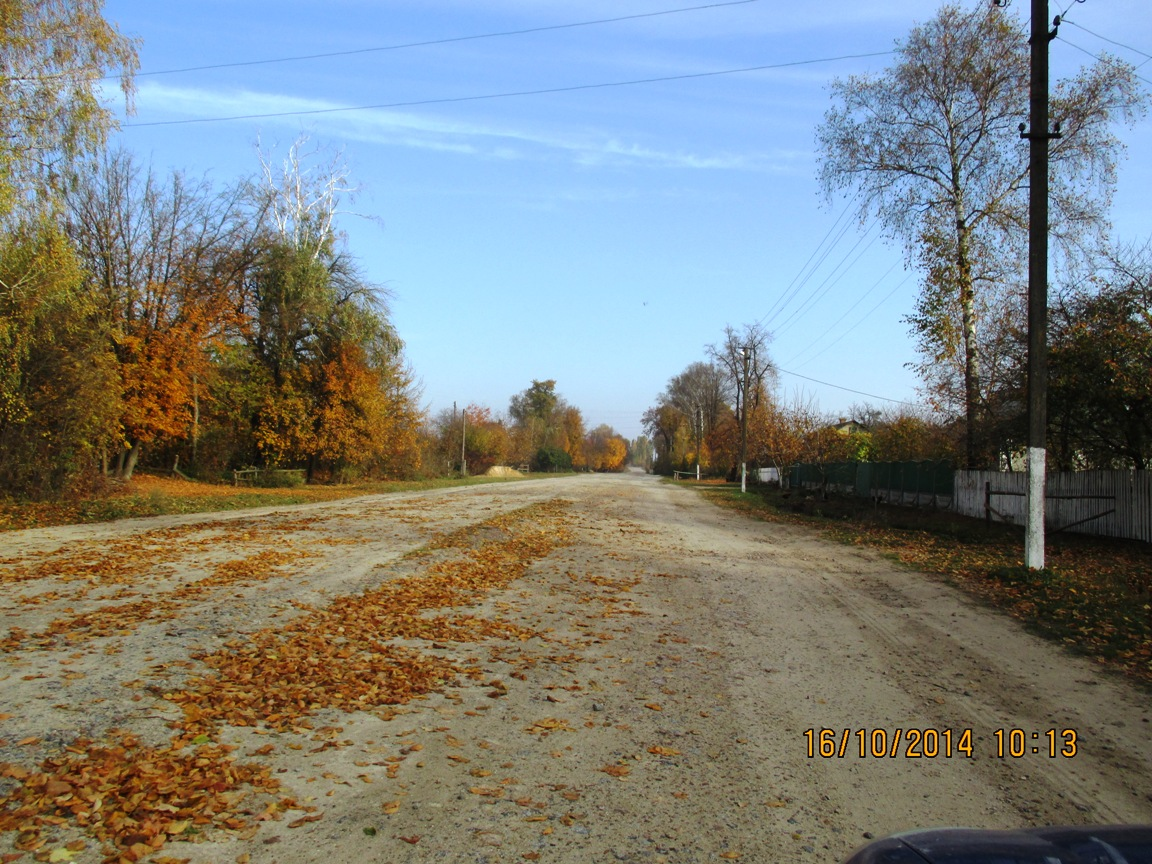
Центральна вулиця (дорога на с. Головлі)
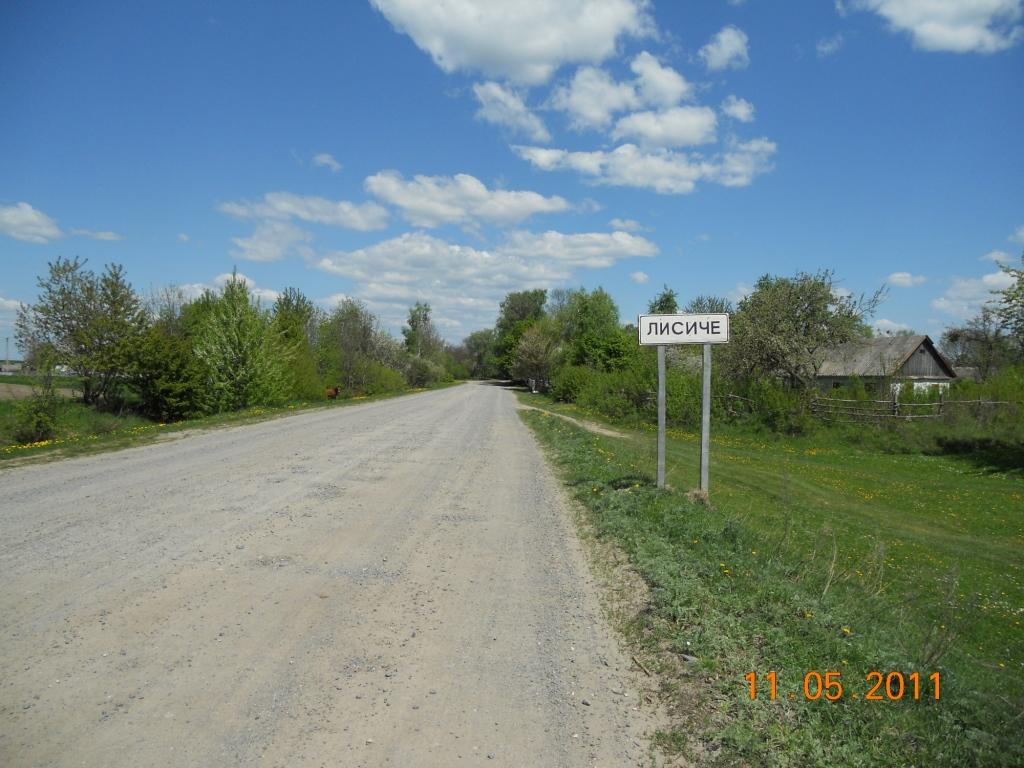
В'їзд в село зі сторони Старого Кривина